# Укулеле
Укулеле је музички инструмент који припада жичаним инструментима. Уобичајено се састоји из четири најлонске струне, али оне могу бити спојене што инструменту даје шест до осам струна. укулеле је настао у 19. веку као хавајска адаптација малог инструмента који наликује гитари, а порекло води из Португала, који је на Хаваје доспео преко португалских имиграната, посебно из Мадеире и са Азорских острва. Одатле се током 20. века проширио по Сједињеним Америчким Државама, па и остатку света. Тоналитет и обим звука варирају у зависности од величине и конструкције инструмента. Величина овог инструмента најчешће варира од 53cm до 74cm, мада постоје и мање и веће верзије овог инструмента.

## Историјат
Укулеле се углавном повезују са хавајском музиком и тамо се назив инструмента може грубо превести као „скачућа бува” због специфичног начина на који изгледају руке особе која свира овај инструмент. Постоји легенда која каже да назив потиче од надимка Едварда Вилијама Пурвиса, јер је био ситан растом и конституцијом, а изванредно је свирао овај инструмент. Једно од првих штампаних издања у коме се појављује реч укулеле (енгл. ukulele) у значењу музичког инструмента јесте у Каталогу Крозби Браун колекције музичких инструмената свих нација из 1907. године.
Порекло овог инструмента има корене у Португалу, чији су имигранти донели пар сличних инструмената на Хаваје, и на основу њих 1880. године развили овај инструмент. Као посебно значајни наводе се столари пореклом из Мадеире Мануел Нуњес, Хосе до Еспирито Санто и Августо Дијас. Извештавало се да су у августу 1879. већ две недеље након што су се искрцали почели да увесељавају становништво вечерњим уличним концертима. Инструмент је убрзо добио на популарности и захваљујући употреби краља Калакауе током краљевских свечаности.
Најпознатији произвођач укулела су Камака укулеле или само Камака. У питању је породична фирма основана 1916. на Хавајима.
На територији Канаде је овај инструмент уведен током 1960. као музички инструмент који се учи у школама, због своје практичности. Процењује се да је кроз ову праксу 50 000 младих научило да свира овај инструмент.
На територији Јапана овај инструмент је 1930. добио на својој популарности када је хавајска музика постала популарна истовремено са џезом. Међутим, током Другог светског рата бива забрањен заједно са свим што је било сматрано Западном музиком, па се овај инструмент свирао у тајности током ратних година. Данас је Јапан други дом за хавајске музичаре и виртуозе.
На територији Уједињеног Краљевства најпознатији свирач укулела је музичар и комичар Џорџ Формби, мада је он често свирао бањо уке - комбиновани инструмент од бенџа и укулела. Потражња за овим инструментом порасла је јер га је било лако научити свирати и зато што је лако преносив. Данас, укулеле оркестар Велике Британије доприноси на популарности овог инструмента.
На територији Сједињених Америчких Држава укулеле су популаризоване током изложбе одржаване током 1915. године у Сан Франциску. укулеле као инструмент постаје икона џез ере током 1920-их и 1930-их година. У овом периоду произвођачи инструмената попут Мартина, Регала и Хармонија почели су да производе укулеле и бањо уке поред гитара и сличних музичких инструмената. укулеле је почео да се укључује и у северноамеричку народну музику као и кантри музику истовремено са мандолином. Популарност укулела је почела да опада 1960-их, да би опет постале популарније током 1990-их. Музичар Џим Белоф се посветио промоцији овог инструмента створивши неколицину дела с како новим композицијама унутар њих, тако и класичним делима за овај инструмент. Највећу популарност, ипак, овај инструмент добија захваљујући музичару Израелу Камакавивоолу и његовим песмама What a Wonderful World и Over the Rainbow из 1993. године које су након тога коришћене у филмовима, рекламама и телевизијским програмима.

## Израда
укулеле се најчешће производе од дрвета, али постоје варијетети који се праве делом или целокупно од пластике и других материјала. Јефтиније укулеле се углавном праве од шперплоче или ламината, понекад и од специфичне врсте дрвета добијеног од смрче. Оне скупље се праве од махагоније. Традиционално, укулеле се праве од Acacia-e Koa-e, ендемске врсте која расте на Хавајима.
Што се тиче облика, најчешће имају сличан облик као гитара, облик осмице. Постоје и у нестандардним облицима, попут „ананас укулела” које су патентирали Камака укулеле и укулела у облику бродског весла, као и коцкастих укулела, најчешће направљених од дрвених кутија за цигаре.
Инструмент најчешће има четири струне, али оне могу бити груписане што инструменту пружа шест до осам струна. Оне се углавном праве од изнутрица, мада модерније укулеле могу имати струне од најлона, флуороугљеника и алуминијума.

## Врсте и величине
Четири најчешће величине би биле soprano (стандардне укулеле), concert, tenor и baritone. Мање укулеле од ове стандардне четири биле би џепне (sopranino), а веће bass и contrabass. Soprano је стандардна величина на Хавајима. Concert величина је развијена током 1920-их, као повећани soprano, мало већи, дубљих тонова и гласнији. Потом су развијени tenor и baritone (1940). Bass и contrabass су значајније касније развијени (2010. и 2014. године).
| Врста      | Други назив | Величина | Дужина скале |
| ---------- | ----------- | -------- | ------------ |
| sopranino  | џепна       | 41 cm    | 28 cm        |
| soprano    | стандардна  | 53 cm    | 33 cm        |
| concert    | алто        | 58 cm    | 38 cm        |
| tenor      |             | 66 cm    | 43 cm        |
| baritone   |             | 74 cm    | 48 cm        |
| bass       |             | 76 cm    | 51 cm        |
| contrabass |             | 81 cm    | 53 cm        |

## Слични инструменти
Хибридни варијетети укулела обухватају инструменте попут гиталела, бањо ука, харфа укулела и укелина. Веома је честа појава да се укулеле мешају са другим жичаним инструментима због количине струна и лакоће свирања инструмента. Још један од сличних инструмената јесте кавакинхо (називан још и машете). Такође слични су и венецуелански кватро, колумбијски типле и тимпле са Канарских острва, шпанска вихуела итд.